# Petra Govc
Petra Govc, slovenska gledališka in filmska igralka, * 30. oktober 1967, Kranj.
Leta 1992 je diplomirala na Akademiji za gledališče, radio, film in televizijo v Ljubljani. Za vlogi v predstavah Slovenskega narodnega gledališča Drama Ljubljana je prejela Borštnikovo nagrado za igro v letih 1996 in 2002. Nastopila je tudi v treh celovečernih in treh kratkih filmih.

## Filmografija
- Neke druge zgodbe (2010, celovečerni igrani omnibus)
- Tiigra (2001, kratki dokumentarni video)
- Figurae Veneris (2000, diplomski igrani film)
- Ko zaprem oči (1993, celovečerni igrani film)
- Prostor (po)gleda (1989, študijski igrani film)
- Živela svoboda (1987, celovečerni igrani film)